# Julius Lott (Sprachwissenschaftler)

Julius Lott um 1900

Julius Lott (* 16. Februar 1845 in Fürstenfeld; † 21. Februar 1905 in Wien) war ein österreichischer Offizier, Eisenbahner und Interlinguist.

## Leben
Im Jahre 1866 wurde Lott in der K.K. Artillerie-Akademie in Mährisch Weißkirchen zum Leutnant ernannt. Nach dem Krieg gegen Preußen heiratete er in Wien Ernestine Paulizza. Gemeinsam arbeiteten sie für die Kaiser Ferdinands-Nordbahn am Wiener Nordbahnhof.
Seine Leidenschaft galt den Sprachen. Zuerst wurde er Volapükist, schlug Reformen dieser Plansprache vor und schuf zwischen 1888 und 1890 die Plansprache Mundolingue. Die Reformvorschläge Lotts zu Volapük waren Inspirationsquelle für Arie de Jong, den Erneuerer von Volapük.
Lott war von der Idee eingenommen, dass die internationale Sprache ein Ausdrucksmittel (europäischer) menschlicher Zivilisation zu sein hat, v. a. der westlichen. Er schätzte den notwendigen Umfang eines internationalen Wörterbuchs auf 10.000 Wortwurzeln, die man auswählen und dann auch einhalten solle, um eine Sprache zu schaffen. Man benütze dabei bereits vorhandenes Material und erfinde nicht eigene Prinzipien. Im April 1893 erschien in der Fachzeitschrift La Esperantisto ein Brief über eine neue, von Lott vorgeschlagene Plansprache, nachzulesen in dessen Zeitung Le Kosmopolit. Auch Ludwig Zamenhof wusste von Lotts Arbeit auf dem Terrain internationaler Sprachen und kommentierte dies in eigenen Werken.
Lott wurde 1891 durch ein Buch von Alberto Liptay über eine katholische Sprache, mit Vorstellungen ähnlich den eigenen inspiriert. Er korrespondierte mit Edgar von Wahl, František Vladimír Lorenc und Alberto Liptay, die seinem Projekt mit Rat zur Seite standen. Im Jahre 1892 begann Lott mit der Herausgabe der Zeitschrift Le Kosmopolit, die bis 1894 erschien. Eine letzte Version seines Sprachprojekts erschien 1900.
Die Grabstelle der Familie befindet sich am Zentralfriedhof in Wien.

## Werke
- Unterrichtsbriefe für das Selbststudium der Weltsprache Volapük. Selbstverlag, Wien 1885.
- Schleyer's Volapük. Uebungsbuch zum schnellen Erlernen dieser internationalen Verkehrssprache. Wien: Selbstverlag, Wien 1887.
- Die Kunst die internationale Verkehrssprache „Volapük“ schnell zu erlernen. Kurzgefaßte theoret.-prakt. Anleitung Schleyer's Volapük in kürzester Zeit durch Selbstunterricht sich anzueignen. Mit zahlr. prakt. Uebungs-Aufgaben, Dialogen... Pest, Wien und A. Hartleben's Verlag, Leipzig 1888. archive.org
- Ist Volapük die beste und einfachste Lösung des Weltsprache-Problems? Wien 1888.
- Eine Compromiss-Sprache als beste und einfachste Lösung des Weltsprache-Problems. Wien 1889.
- Un lingua internazional: Grammatika et vokabular pro angleses, germanes, romanes, et pro kultivates de tut mond, XLVI+298 S., Wien 1890.
- Grammatik der Weltsprache „Mondolingue“, herausgegeben von der Internationalen Weltsprache-Gesellschaft. Deutsche Ausgabe, Leipzig (ca. 1897).
- Le Kosmopolit: Gazette pro l amikes de un lingue universal. Publikat de l international societé del mondolingue. Leipzig 1892–1893.
- Un lingue international pro le cultivat nations de tot mund: Grammatic, dialogs, letters et vocabular composit in anglian, frances, german, italian et universal lingue pro le practic application durant le exposition universal in Paris 1900. Wien 1899.